# Nacida ayer (película de 1993)
Nacida ayer es una comedia romántica estadounidense estrenada en 1993, remake del filme del mismo nombre de 1950. Esta versión está protagonizada por Melanie Griffith, John Goodman y Don Johnson en los papeles principales. A su vez, la de 1950 se basa en una obra teatral de Garson Kanin.
- Datos: Q2009982